# Wayne Rainey
Wayne Rainey, född 23 oktober 1960 i Downey i Kalifornien, är en amerikansk framgångsrik före detta roadracingförare.
Rainey var en av de mest framgångsrika amerikanska förarna i slutet på 1980-talet och början på 1990-talet. Han började sin karriär på en Honda 50cc minibike när han var sex år gammal i lokala dirt track-tävlingar (motsvarande speedway). Rainey steg snabbt i klasserna och nådde den högsta serien 18 år gammal 1979 men hade där inte något konkurrenskraftigt material och kunde därför inte hävda sig mot sina medtävlare. 1980 körde han sitt första roadrace på lokal klubbnivå med sponsring av Kawasaki och 1981 vann han ett 250 cc-race på Loudon i New Hampshire. Efter vinsten insåg Kawasaki vilken talang han hade och kontrakterade honom för AMA Superbike-serien 1982 där Rainey hamnade i samma stall som Eddie Lawson. 1983 vann hann AMA-serien och 1984 hade han sitt första inhopp i 250 cc-klassen på VM-nivå. 1988 började han köra 500 cc på heltid, då på Yamaha, och 1990, 1991 och 1992 tog han tre titlar i följd. 
1993 ledde Rainey VM, men hans karriär tog slut efter en olycka på Misano, då han förlamades från bröstet och nedåt, vilket gav titeln till landsmannen Kevin Schwantz. Olyckan skedde när Rainey ledde tävlingen och försökte rycka ifrån Schwantz och stallkamraten Luca Cadalora. Han fick ett kast och gjorde en relativt lätt vurpa, men när han landade i sandfållan började han tumla runt, vilket knäckte ryggraden.
Rainey blev för sina insatser invald i International Motorsports Hall of Fame 2007.

## VM-säsonger
| Säsong | Klass | Plac. | Poäng | Segrar | Motorcykel |
| ------ | ----- | ----- | ----- | ------ | ---------- |
| 1984   | 250GP | 8     | 29    | -      | Yamaha     |
| 1988   | 500GP | 3     | 189   | 1      | Yamaha     |
| 1989   | 500GP | 2     | 210,5 | 3      | Yamaha     |
| 1990   | 500GP | 1     | 255   | 7      | Yamaha     |
| 1991   | 500GP | 1     | 233   | 6      | Yamaha     |
| 1992   | 500GP | 1     | 140   | 3      | Yamaha     |
| 1993   | 500GP | 2     | 214   | 4      | Yamaha     |

| Nummer | Grand Prix      | År   |
| ------ | --------------- | ---- |
| 1      | Storbritannien  | 1988 |
| 2      | USA             | 1989 |
| 3      | Västtyskland    | 1989 |
| 4      | Holland         | 1989 |
| 5      | Japan           | 1990 |
| 6      | USA             | 1990 |
| 7      | Italien         | 1990 |
| 8      | Jugoslavien     | 1990 |
| 9      | Belgien         | 1990 |
| 10     | Sverige         | 1990 |
| 11     | Tjeckoslovakien | 1990 |
| 12     | Australien      | 1991 |
| 13     | USA             | 1991 |
| 14     | Europa          | 1991 |
| 15     | Frankrike       | 1991 |
| 16     | San Marino      | 1991 |
| 17     | Tjeckoslovakien | 1991 |
| 18     | Europa          | 1992 |
| 19     | Frankrike       | 1992 |
| 20     | Brasilien       | 1992 |
| 21     | Malaysia        | 1993 |
| 22     | Japan           | 1993 |
| 23     | Europa          | 1993 |
| 24     | Tjeckien        | 1993 |

| Nummer | Grand Prix      | År   |
| ------ | --------------- | ---- |
| 1      | USA             | 1988 |
| 2      | USA             | 1989 |
| 3      | Spanien         | 1989 |
| 4      | Sverige         | 1989 |
| 5      | Brasilien       | 1989 |
| 6      | Japan           | 1990 |
| 7      | Italien         | 1990 |
| 8      | Jugoslavien     | 1990 |
| 9      | Australien      | 1991 |
| 10     | USA             | 1991 |
| 11     | Spanien         | 1991 |
| 12     | Italien         | 1991 |
| 13     | Frankrike       | 1991 |
| 14     | Tjeckoslovakien | 1991 |
| 15     | Tjeckien        | 1993 |